# رودريغو ديبتريس
رودريغو ديبتريس (بالإسبانية: Rodrigo Depetris)‏ هو لاعب كرة قدم أرجنتيني في مركز الهجوم، ولد في 5 مايو 1990 في سانتا في في الأرجنتين. لعب مع أوليمبياكوس فولو وتيغري.

## وصلات خارجية
- رودريغو ديبتريس على موقع قاعدة بيانات كرة القدم.إي يو (الإنجليزية)
- رودريغو ديبتريس على موقع Soccerway.com (الإنجليزية)